# مدارج السالكين بين منازل إياك نعبد وإياك نستعين
مدارج السالكين بين منازل إياك نعبد وإياك نستعين ألفه ابن قيم الجوزية (691 هـ 751 هـ - 1292 1349)، وهو شرح لكتاب شيخ الإسلام الإمام أبو إسماعيل الهروي المسمى منازل السائرين إلى رب العالمين، بدأ ابن القيم مؤلفه بالكلام على فاتحة الكتاب سورة الفاتحة وتكلم عن العبودية، أما الكتاب فهو عبارة عن فصول عديدة و منازل للعبودية.
يقول ابن القيم في مقدمة كتابه:
| مدارج السالكين بين منازل إياك نعبد وإياك نستعين | ونحن بعون الله ننبه على هذا بالكلام على فاتحة الكتاب وأم القرآن وعلى بعض ما تضمنته هذه السورة من هذه المطالب وما تضمنته من الرد على جميع طوائف أهل البدع والضلال وما تضمنته من منازل السائرين ومقامات العارفين والفرق بين وسائلها وغاياتها ومواهبها وكسبياتها وبيان أنه لا يقوم غير هذه السورة مقامها ولا يسد مسدها ولذلك لم ينزل الله في التوراة ولا في الإنجيل ولا في القرآن مثلها. | مدارج السالكين بين منازل إياك نعبد وإياك نستعين |

## مخطوطات الكتاب
من المخطوطات المعتمدة في طبعة دار عالم الفوائد في مكة مخطوطة كتبت في حياة المؤلف وقرئت عليه وهي محفوظة في مكتبة قيون أوغلو في قونية بتركيا.

## مختصرات مدارج السالكين
1. تهذيب مدارج السالكين – عبد المنعم العزي.
2. دليل السالكين إلى بلاد الغر الميامين تهذيب مدارج السالكين – جاسم محمد مهلهل الياسين.
3. الإكسير (خلاصة أعمال القلوب من مدارج السالكين لأبن القيم) – مجموعة من الباحثين.
4. تهذيب مدارج السالكين في منازل السائرين _ للدكتور سلطان بن ناصر الناصر _ اشراف مؤسسة عطاءات العلم

## وصلات خارجية
- صفحة الكتاب في المكتبة الوقفية
- أفضل اختصار لكتاب مدارج السالكين لابن القيم على يوتيوب.